# Gaston Berghmans
Gaston Petrus Bernardina Berghmans (Merksem, 11 maart 1926 – Schoten, 21 mei 2016) was een Vlaams komiek en acteur. Hij werd vooral bekend door met Leo Martin als komisch duo op te treden onder de naam Gaston en Leo.

## Levensloop

### Jeugd
Berghmans werd geboren als oudste zoon in een gezin met twee kinderen. Zijn zus, Paula, is vier jaar jonger en woont sinds 1959 in de Verenigde Staten. Berghmans' vader was een zelfstandig diamantslijper die, toen hij in de crisistijd van de jaren dertig minder werk kreeg, begon als chauffeur-bevoorrader voor De Welvaart, een winkelketen van de christelijke vakbond. Berghmans was toen zeven jaar. Berghmans herinnert zich nog dat zijn vader vaak van 5 uur 's ochtends tot een stuk na middernacht in de weer was en dan zelfs zijn nachthemd niet meer aantrok. Berghmans' moeder werkte als hulpje in de slagerij van haar zus.
Toen de Tweede Wereldoorlog uitbrak, was Berghmans veertien jaar. Omdat zijn school sloot, ging hij werken bij een telefoondienst. Hij tekende er de pasfoto's van de vrijers van de telefonistes over en tekende kousennaden op hun benen zodat het leek alsof ze nylonkousen droegen. Hij werkte ook enkele jaren op de vakschool Rerum Novarum en De Nive Winkel, een workshop bij de dokken.

### Vroege carrière
Berghmans ontdekte zijn komisch talent toen hij in zijn korfbalclub tijdens een feestje een sketch deed over een korfballer die met de nationale ploeg wou meedoen, maar altijd op de bank moest blijven zitten en daarna in het veld putten begint te graven waar hij ten slotte zelf inliep. Zangeres Lizy Berna, die op een van die optredens was uitgenodigd, vond Berghmans wel geestig en bracht hem in contact met conferencier Jaak De Voght die ook impresario was voor veel variétéartiesten waardoor Berghmans links en rechts begon op te treden. Staf Permentier vormde een tijdlang een duo met Gaston.
Hij begon ook zijn eigen materiaal te schrijven en mocht uiteindelijk op televisie tijdens Expo 58 alle dagen grappen vertellen over de wereldtentoonstelling. De teksten die hij toen voordroeg, waren wel geschreven door Gaston Durnez.
Toch ging de komiek hier vroegtijdig de mist in. De regisseur dwong de Antwerps pratende Berghmans ABN te spreken en in drie minuten tijd zijn vier pagina's tekst door te nemen voordat hij moest opkomen.
Een jaar later, in 1959, werd Berghmans weer gevraagd voor een televisieoptreden, ditmaal live vanuit het casino van Beringen. Het was de bedoeling dat hij in afwachting van de volgende act opkwam en moppen tapte, en weer diende hij ABN te spreken. De BRT zei ook dat hij met zijn rug naar het publiek moest staan en maar een paar moppen hoefde te vertellen voor de volgende acts op zouden komen. Het duurde echter veel langer voor de acts zich hadden omgekleed en Berghmans diende veel meer moppen te tappen dan gepland. Op den duur was hij echter uitverteld en gaf hij het op. Tot overmaat van ramp lachte niemand in de zaal omdat ze hem niet konden verstaan, met zijn rug naar hen toegekeerd. Het zou jaren duren voor hij weer op de televisie verscheen...
In het variété ging het de komiek echter wel voor de wind. Zijn revues in de Ancienne Belgique trokken volle zalen en van heinde en verre kwamen er internationale sterren optreden. De eigenaar van de Ancienne Belgique was Arthur Mathonet, een Franstalige Luikenaar die goed Nederlands sprak, maar wel met een zwaar Frans accent. Deze had echter een hekel aan Berghmans sinds de komiek in 1956 voor hem in het orkest van Emile Sulon had opgetreden en al zijn aankondigingen in het Nederlands had gedaan, in plaats van in beide landstalen. Mathonet had toen Berghmans' naam uit de programmaboekjes geschrapt. Pas een paar jaar later, toen Berghmans voor een revue van sanatorium De Mick optrad voor patiënten in socialistische ziekenhuizen, mocht hij op aanbeveling van Jacques Vandenbergh, de directeur van het sanatorium, weer in de Ancienne Belgique optreden. De revues waar Berghmans aan meedeed waren al gauw uitverkocht. Hij trad toen met zijn collega's vaak twee keer per dag op en 's zondags zelfs drie maal. Het waren vooral komedies, maar er werd ook in gezongen.
In 1960 trouwde hij en kreeg in 1961 een dochter.

### Vroege filmcarrière
Berghmans speelde eind jaren 50 ook mee in enkele Vlaamse komische films onder regie van Edith Kiel, zoals Een zonde waard. Een van de acteurs, Jef Cassiers, kon echter in het begin niet zo goed opschieten met Berghmans en trok tijdens zijn scènes met Berghmans buiten het gezichtsveld van de camera voortdurend rare gezichten. Pas toen Edith Kiel Cassiers eens ter verantwoording riep, hielden diens treiterijen op en werden de twee alsnog goede vrienden.
De films waarin Gaston toen meespeelde waren:
- Een zonde waard
- Den duivel te slim
- Hoe zotter hoe liever
- De stille genieter

Ze waren allen grote kassuccessen in Vlaanderen en vergrootten Gastons naambekendheid en speelaanbiedingen.

### Gaston en Leo
Berghmans leerde Leo Martin kennen in 1957 in de Billiard Palace waar het orkest van Willy Rockin speelde. Leo speelde er saxofoon en klarinet en Berghmans voerde soms samen met hem enkele sketches voor twee man op. In de jaren 60 kreeg Martin een eigen orkest en werd het eenvoudiger om Berghmans uit te nodigen om sketches te komen spelen. Hun komische optredens dienden vaak als proloog voor Martins muzikale momenten. Met deze optredens werd de basis gelegd voor wat later Gaston en Leo zou worden. Tot 1972 bleven ze echter apart van elkaar optreden.
Berghmans trad 's winters in de Ancienne Belgique op en 's zomers speelde hij in Blankenberge in de Eden met het orkest van Bobby Setter. Martin trad toen in Blankenberge op in Het Witte Paard en zo bleven ze regelmatig in contact om samen de zalen te vermaken. Toen in 1968 de baas van Het Witte Paard Berghmans in vaste dienst nam, nam de eigenaar van de Eden prompt ontslag, omdat hij vond dat hij zonder Berghmans niets was. Berghmans en Martin voerden hun acts ook op in het Engels, vanwege de toeristen die vanuit Engeland Het Witte Paard aandeden.
In 1972 doekte Martin zijn orkest op en traden hij en Berghmans nog uitsluitend op als komieken. Toch bleven ze nog geruime tijd hun shows in Blankenberge doen, tot Het Witte Paard in 1974 afbrandde.

### Slisse en Cesar
Mathonet kreeg het idee om de legendarische revue Slisse & Cesar weer terug op te voeren. Berghmans was van de oorspronkelijke versie vroeger al een fan en had de revue in de jaren 60 al eens gespeeld in de Koninklijke Vlaamse Schouwburg met Nand Buyl, Jan Reusens en Anton Peters. Peters speelde toen Slisse, Reusens Cesar en Berghmans de postbode. Peters verknoeide eens de act van Berghmans door zijn personage ongeïnteresseerd uit het raam te laten kijken terwijl Berghmans allerlei leuke spullen uit zijn posttas haalde. Berghmans zag hoe hij afging en verliet vroeger dan gepland het podium. De dag erop toen Peters weer hetzelfde deed, begon hij echter te improviseren en stal de show. Peters schrok en hervatte de scène weer zoals gepland, al maakte Berghmans zijn deel nog langer.
In 1976 begonnen Berghmans, Tony Bell en zijn vrouw, Yvonne Verbeeck, Norma Hendy, Lucienne Steiner dan voor uitverkochte zalen de revue Slisse & Cesar op te voeren. Mathonet besloot echter op zeker moment dat de tweede voorstelling op zondag gratis moest worden opgevoerd, omdat er al zoveel kosten waren. Na twee maanden had Leo er genoeg van en besloten Berghmans en hij ermee te kappen, omdat Martin vond dat Mathonet "geld genoeg verdiende".

### BRT
Vanaf 1972 waren Berghmans en Martin ook op televisie te zien. Ze verdienden echter niet goed doordat de openbare televisie toen nog het monopolie had inzake televisiezenders. In Nederland hadden ze een beter verdienend programma Hallo met Henk met Henk van Montfoort waar ze wekelijks één sketch opvoerden. Ze hadden ook geen impresario: iedereen belde gewoon de BRT om naar hen te vragen of stuurden brieven naar de BRT te hunner attentie.
In 1980 traden Berghmans en Martin samen met Yvonne Delcour en Romain Deconinck op in de komische politiereeks De kolderbrigade.
Vanaf 1981 kwamen dan hun legendarische eindejaarsshows op de BRT. Elk oudjaar zond de zender hun shows uit die tegen de 2.680.000 kijkers scoorden en waarvan vele klassiekers zijn geworden; zoals onder meer Restaurant De Gouden Leeuw en de bekendste van allemaal: Joske Vermeulen.
Tussendoor bleven de komieken ook zaaloptredens geven in Vlaanderen en draaiden ook vijf films: De Witte van Sichem (1980) (regie: Robbe De Hert), De boot naar Spanje (1982) (regie: Willy Vanduren), Zware jongens (1984) (regie: Robbe De Hert), Paniekzaaiers (1986) (regie: Patrick Lebon) en Gaston en Leo in Hong Kong (1988) (regie: Paul Cammermans).

### VTM
Ondanks de hoge kijkcijfers en hun weergaloze succes keek de toenmalige top van de openbare tv-omroep erg neer op Berghmans en Martin en waren hun lonen bijgevolg ook erg laag. Bob Boon kon niet meer lachen om hun meest recente scenario's en directeur Paul Van Dessel liet weten dat hij niet meer met "gepensioneerde komiekskes" kon blijven werken. De zopas opgestarte commerciële omroep VTM en haar bazen Mike en Guido ontvingen hen met open armen en betaalden veel beter. Ondanks een laatste smeekpoging van BRT-kopstuk Jan Geysen maakten Berghmans en Martin de overstap naar VTM. Een van hun eerste komische series die ze tot stand brachten bij VTM was De Burgemeesters van Bos.
Tijdens hun niet dalende succes kregen de komieken allebei met gezondheidsproblemen te maken. Berghmans kreeg darmkanker en diende, fel vermagerd en verzwakt, met een stoma rond te lopen. Hij herstelde, maar Martin, bij wie longkanker was vastgesteld, overleed op 18 maart 1993. Een half jaar eerder werden ze nog gevierd in de VTM-show 20 jaar Gaston en Leo die gepresenteerd werd door Luc Appermont. Hier speelde Martin ondanks de longkanker nog saxofoon onder leiding van dirigent Willy Claes.
In 1996 nodigde Luc Appermont Gaston Berghmans uit voor het programma Het mooiste moment op VTM. Dit werd gewijd aan het 70-jarige leven van Gaston. Op 28 december 1996 kwam hij nog eens terug als opener in dezelfde show, die bestond uit een terugblik van het afgelopen seizoen met verschillende persoonlijkheden.

### Na Leo's dood
De dood van Leo Martin was een ernstige klap voor Berghmans en Leo bleek onvervangbaar als partner. Hij trachtte nog met onder meer Joop Doderer, Carry Goossens en solo op te treden, maar het resultaat was niet meer hetzelfde. Desondanks bleef hij nog tot 2000 volop actief in het genre, met onder meer drie jaargangen van het sketchprogramma De Gaston Berghmans Show, gevolgd door het gelijksoortige 2 Straten verder. Ondanks een blijvende vraag besloot hij om nadien geen komisch televisiewerk meer te verrichten.
Ter gelegenheid van Berghmans' 80ste verjaardag, zond VTM eind 2006 onder de naam Gaston 80 een portretreeks uit waarin hij samen met verschillende collega's terugblikte op zijn carrière. Die carrière zou hij uiteindelijk in 2008 afsluiten met een dramatische filmrol, een wens die hij jarenlang geopperd had. De bewuste prent, Christmas in Paris, werd echter een commerciële flop, wat Berghmans enigszins verbitterd achterliet. De speculatie dat hij hierdoor alsnog voor een tweede filmproject zou tekenen, werd door hem de kop ingedrukt toen hij te kennen gaf dat zijn fysieke gezondheid zulke plannen niet langer toeliet. Om die reden nam hij datzelfde jaar ook afscheid van het podium.
Ook nadat Berghmans zich grotendeels uit het publieke leven terugtrok, is VTM een groot gedeelte van haar komisch materiaal rond hem en Leo Martin blijven heruitzenden. Sinds 2010 gebeurt dit voornamelijk onder de noemer Comedy Toppers, een programma dat fragmenten uit De Burgemeesters van Bos, De Gaston & Leo Show, De Gaston Berghmans Show en 2 Straten verder bundelt.

### Overlijden
Gaston Berghmans overleed op zaterdagochtend 21 mei 2016 in een rusthuis te Schoten op 90-jarige leeftijd. Hij kampte al enkele jaren met periodes van zwaardere gezondheidsproblemen. Na een crematie en een publieke plechtigheid in de Sint-Andrieskerk in Antwerpen op 27 mei, werd zijn as op 28 mei in zee neergelaten, nabij de kust van Blankenberge.
In de nasleep van zijn dood raakte bekend dat Berghmans kort voordien nog plannen had gemaakt voor een korte komische comeback: hij zou op eigen vraag meespelen in enkele sketches van het 2BE-programma Wat als?, maar hij haalde de uiteindelijke opnames helaas niet meer.

## Prijzen
In 2006 werd Berghmans door koning Albert II onderscheiden met de titel "Commandeur in de Kroonorde". Op 27 maart 2009 kreeg Berghmans tijdens het gala van de Vlaamse Televisie Sterren de Carrière Ster 2009 uitgereikt door de Vlaamse Televisie Academie.
In 2010 kreeg hij een bronzen standbeeld ter ere van zijn levensprestaties op het Victor Roosensplein in Merksem. Het standbeeld beeldt Gaston uit als Joske Vermeulen, de bekendste sketch uit Gaston en Leo. Gaston gaf een speech waarin hij iedereen bedankte voor zijn succes en eindigde met de wens dat Leo er nog was "om samen dit prachtige moment te delen".

## Filmografie
- Een zonde waard (1959) - Tony Dertien
- Hoe zotter, hoe liever (1960) - Mil
- De duivel te slim (1960) - Pol
- De stille genieter (1961) - Gaston Somers
- Pallieter (1976) - Veldwachter
- De Witte van Sichem (1980) - Nand
- De Boot naar Spanje (1982) - Desiré
- Zware jongens (1984) - Gaston Berghmans
- Paniekzaaiers (1986) - Gaston
- Gaston en Leo in Hong Kong (1988) - Gaston
- She Good Fighter (1995) - Rick
- Dief! (1998) - Bompa Van Reeth
- Christmas In Paris (2008) - Leon Gevers[4]